# Dario Resta
Dario Resta, italijansko-britanski dirkač, * 17. avgust 1884, Livorno, Toskana, Italija, † 2. september 1924, Weybridge, Surrey, Anglija, Združeno kraljestvo.
Dario Resta se je rodil 17. avgusta 1884 v italijanskem mestu Livorno. Njegov oče Enrico se je odločil preseliti družino v Angliji, ko je bil Dario Resta star dve leti. Z dirkanjem se je začel ukvarjati leta v sezoni 1907, ko je sodeloval na dirki Montagu Cup na novozgrajenem dirkališču Brooklands. V sezoni 1912 je na dirki za Veliko nagrado Francije dosegel četrto mesto.
Zaradi izbruha prve svetovne vojne se je leta 1915 preselil v ZDA. V sezoni 1915 je zmagal tako na dirki za Veliko nagrado ZDA, kot tudi na dirki Vanderbilt Cup, na dirki Indianapolis 500 pa je vodil v zaključnem delu dirke, a je moral zaradi pnevmatik na še en postanek, zato ga je prehitel Ralph DePalma. Še uspešnejši pa je bil v naslednji sezoni 1916, ko je zmagal na dveh od treh najpomembnejših dirkah, Indianapolis 500 in Vanderbilt Cup. Ob tem je dobil še dirke Chicago 300, Minneapolis 150 in Omaha 150. Zaradi vstopa ZDA v vojno v naslednjih letih tudi v ZDA ni bilo dirk.
V sezoni 1923 je v starosti 39-ih let zopet sodeloval na evropskih dirkah. Dosegel je tretje mesto na dirki za Veliko nagrado Penya Rhina in zmagal v razredu voiturette dirke za Veliko nagrado Španije. Leta 1924 se je Dario Resta v starosti štiridesetih let smrtno ponesrečil, ko je poskusil postaviti nov kopenski hitrostni rekord.